# SN 2008hz
SN 2008hz – supernowa typu Ia odkryta 26 listopada 2008 roku w galaktyce A004318+4210. W momencie odkrycia miała maksymalną jasność 18,20m.